# Smetadlo

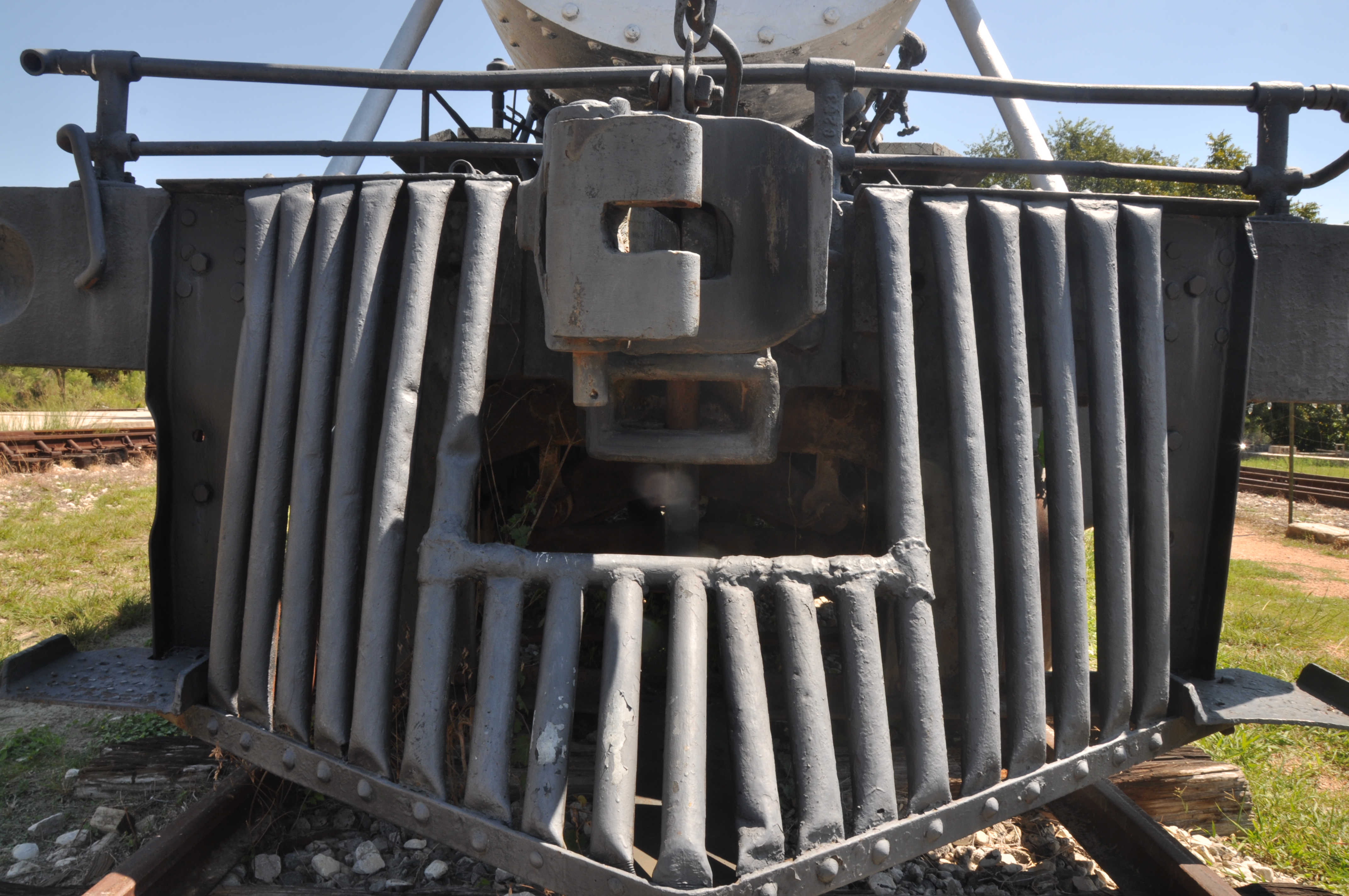
Smetadlo parní lokomotivy Baldwin z roku 1911 v Texaském muzeu dopravy v San Antoniu

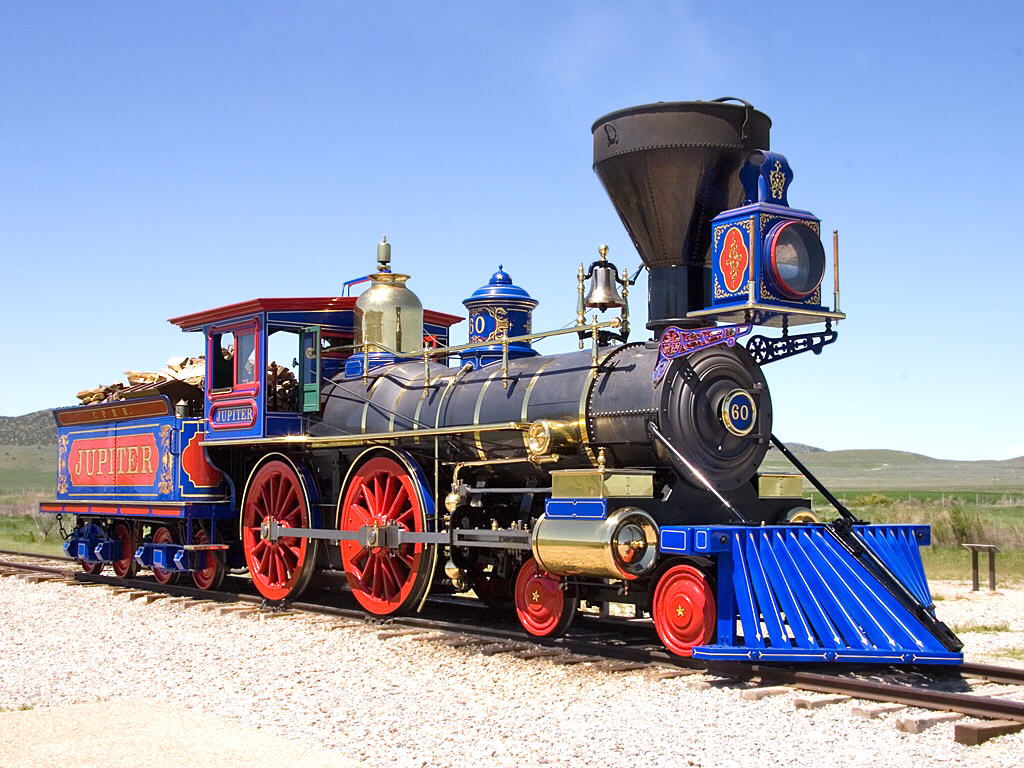
Replika lokomotivy Jupiter Centrální pacifické dráhy, účastnice slavnosti dokončení První transkontinentální železnice a zatlučení zlatého hřebu u Promontory Summit v Utahu v roce 1869

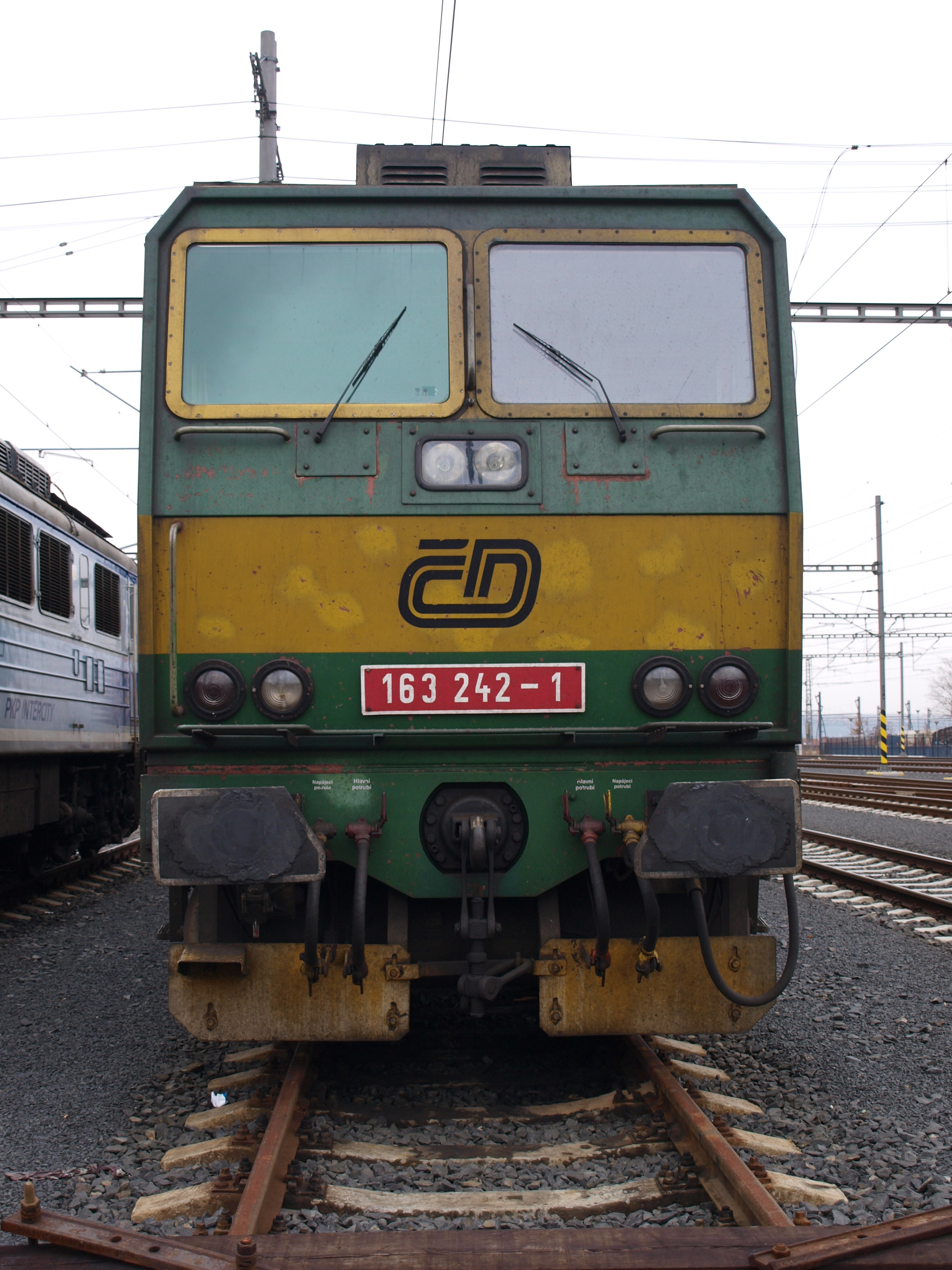
Čelo lokomotivy 163.242 Českých drah se zřetelně viditelnými smetadly

Smetadlo je zařízení umístěné na čele lokomotivy těsně nad kolejemi určené k odstraňování překážek, jež se nacházejí na kolejích a které by mohly způsobit vykolejení lokomotivy.
V poněkud upravené podobě ho používají i tramvaje. U moderních tramvají je smetadlo ovládáno senzorem, který hlídá trať před vozem. Zachytí-li překážku na kolejnici, spustí smetadlo, které sune předmět před koly, čímž zabrání jeho přejetí a případnému vykolejení vozidla.
V oblastech s častým a hustým sněžením slouží upravené smetadlo jako sněžný pluh.

## Historie
Smetadlo vynalezl anglický matematik, vynálezce a strojní inženýr Charles Babbage v 19. století, v době, kdy pracoval pro Liverpoolskou a Manchesterskou železnici. Nicméně svoje smetadlo nesestrojil, a není tedy jisté, zda pozdější stavitelé lokomotiv o jeho vynálezu věděli.